# Odessa (Minnesota)
Odessa – miasto w Stanach Zjednoczonych, w stanie Minnesota, w hrabstwie Big Stone.

## Historia
Odessa została założona w 1879 r., kiedy kolej została przedłużona do tego miejsca. Nazwa miasta pochodzi od Odessy na Ukrainie.

## Geografia
Według United States Census Bureau, miasto ma łączną powierzchnię 0.75 mil kwadratowych (1,94 km²).

## Dane demograficzne

### Spis ludności z 2000 r.
Według spisu z 2000 roku, w mieście żyło 113 osób, 55 gospodarstw domowych i 34 rodziny. Gęstość zaludnienia wynosiła 149,4 osób na milę kwadratową (57,4/km²).
Było 55 gospodarstw domowych, z których 14,5% miało dzieci poniżej 18 roku życia mieszkające z nimi, 54,5% to małżeństwa mieszkające razem, 5,5% miało kobietę w domu bez męża, a 36,4% to gospodarstwa nierodzinne. 32,7% wszystkich gospodarstw domowych stanowiły osoby samotne, a w 16,4% mieszkała samotnie osoba w wieku 65 lat lub starsza.
W mieście, populacja była rozproszona. 12,4% było w wieku poniżej 18 lat, 6,2% w wieku od 18 do 24 lat, 22,1% w wieku od 25 do 44 lat, 32,7% w wieku od 45 do 64 lat, a 26,5% miało 65 lat lub więcej. Mediana wieku wynosiła 50 lat. Na każde 100 kobiet przypadało 101,8 mężczyzn.

### Spis ludności z 2010 r.
Według spisu z 2010 roku, w mieście żyło 135 osób, 58 gospodarstw domowych i 39 rodzin. Gęstość zaludnienia wynosiła 180,0 mieszkańców na milę kwadratową (69,5/km²).
Było 58 gospodarstw domowych, z których 20,7% miało dzieci poniżej 18 roku życia mieszkające z nimi, 56,9% stanowiły małżeństwa mieszkające razem, 5,2% miało kobietę w gospodarstwie domowym bez męża, 5,2% miało mężczyznę w gospodarstwie domowym bez żony, a 32,8% to gospodarstwa nierodzinne. 24,1% wszystkich gospodarstw domowych stanowiły osoby samotne, a w 10,3% mieszkała samotnie osoba w wieku 65 lat lub starsza.
Mediana wieku w mieście wynosiła 48,1 lat. 18,5% mieszkańców było w wieku poniżej 18 lat; 3% było w wieku od 18 do 24 lat; 25,1% było w wieku od 25 do 44 lat; 31,1% było w wieku od 45 do 64 lat; a 22,2% miało 65 lat lub więcej. Płeć w mieście to 54,8% mężczyzn i 45,2% kobiet.